# مؤشر الاتجاهات
إن مؤشر الاتجاهات هو أداة رسوميات توضح التأرجح من حزب إلى آخر في نتائج برامج الانتخابات البريطانية. وقد اخترعها بيتر ميلن، وحسنها بعد ذلك ديفيد باتلر وروبرت ماكنزي.
كان أول ظهور على التلفزيون البريطاني خلال النتائج الإقليمية من استوديوهات BBC في بريستول خلال 1955 الانتخابات العامة (وهي أول انتخابات عامة تتم إذاعتها تلفزيونيًا) وكان يُستخدم لإظهار التأرجح في اثنتين من الدوائر في ساوثهامبتون إتشون وساوثهامبتون تيست.
عقب هذا الاستخدام عام 1995، تبنت إذاعة الـ BBC مؤشر الاتجاهات على أساس محلي وتم كشف النقاب عنه في البث المحلي للانتخابات العامة عام 1959. وقد أظهر هذا المؤشر بالكاد التأرجح المحلي في بريطانيا ولكنه لم يظهر آثار هذا التأرجح في تشكيل البرلمان. ولم تتم معالجة هذه القضايا حتى الانتخابات العامة عام 1964.
لم يظهر مؤشر الاتجاهات لتلك الانتخابات التأرجح المحلي فقط، ولكنه أيضًا أظهر الآثار المترتبة على هذا التأرجح. لذلك على سبيل المثال، كانت نسبة تأرجح حزب العمال (3.5%) ترى أن حزب العمال أصبح حكومة أغلبية بينما أي تأرجح لحزب المحافظين يرى إعادة انتخاب السير أليك دوغلاس هوم كـرئيس للوزراء بأغلبية برلمانية كبيرة. وفي النهاية كانت النتيجة أغلبية عامة لحزب العمال من 4، لذلك عندما جاءت 1966 الانتخابات العامة كان لا بد من إضافة عنصر جديد (وهو احتمال وجود برلمان متعلق).
في 1970 الانتخابات العامة 1970، دخل مؤشر الاتجاهات عهد التلفزيون الملون وأظهر الألوان التقليدية لأحزاب وهي أحمر لـحزب العمال وأزرق لـحزب المحافظين وكان لا بد من تمديد استخدامه بسبب نجاح حزب المحافظين في تلك الانتخابات.
ومع ذلك، بعد نجاح الليبراليين في الانتخابات الفرعية التي أقيمت بين الانتخابات العامة عام 1970 وفبراير 1974، تم تقليل استخدام مؤشر الاتجاهات في نطاق مجرد الاستعداد الصغير فقد كانت أجهزة الكمبيوتر التي استخدمتها إذاعة بي بي سي (BBC) أكثر موثوقية. وحينما انخفضت أهمية الحزب الليبرالي، عاد استخدام مؤشر الاتجاهات في الانتخابات العامة 1979 ولكن في الانتخابات العامة لعامي 1983 و1987 تم استخدام أجهزة الكمبيوتر لإظهار التغييرات مدعومة في شكل خريطة ورسوم بيانية.
عاد مؤشر الاتجاهات في الانتخابات العامة 1992 مغطيًا الجانب الكامل لاستوديو الانتخابات وكان يجب تحريكه باليد بواسطة أربعة فنيين على الأقل وكذلك بيتر سنو الذي أخذ دور توضيح الرسوم البيانية للانتخابات بعد وفاة بوب ماكنزي. وكان هذا المؤشر كبيرًا جدًا ليوفر الراحة وفي عام 1997 بدأت عملية تقلص وتغير من مؤشر الاتجاهات الفعلية إلى مؤشر اتجاهات الواقع الافتراضي. وفي 2001 الانتخابات العامة تم تقليل الرسم البياني أكثر. وباتباع بعض التجارب في الانتخابات المحلية للمملكة المتحدة عامي 2003 و2004، تم وضع مؤشر الاتجاهات للانتخابات التالية عام 2005 بناءً على بنيات واقعية وكذلك مؤشرات حزبي العمال والديمقراطيين الليبراليين.
تم تقديم نسخة إلكترونية من مؤشر الاتجاهات، توضح حزبي العمال والمحافظين فقط، على موقع بي بي سي الإخباري في الانتخابات العامة عام 2001. وفي عام 2005، تمت إعادة تصميم المؤشر بشكل كبير ليشمل إصدارات تضم حزب الديمقراطيين الليبراليين، بالإضافة إلى معلومات عن الدوائر الانتخابية المحددة - وتشمل مقاعد "VIP" الفوز/الخسارة في تأرجحات مختلفة. وفي الانتخابات العامة 2010، تم وضع المؤشر في بيئة واقعية تمامًا وأُعيد ضبطه ليظهر على الجدار الخلفي للاستديو الظاهري، وعليه أسماء الدوائر المقابلة لأعضاء البرلمان الواقعيين. وتم تحديث المؤشرات الثلاثة جميعًا (Con / Lab, Con / Lib Dem, Lab / Lib Dem) بهذه الطريقة.

## مؤشر الاتجاهات ثلاثي الأبعاد
تم استخدام مؤشر الاتجاهات ثلاثي الأبعاد لتوضيح التحول في نتائج الانتخابات من الانتخابات السابقة في النظام المتعدد الأحزاب. وهو مشابه لمؤشر الاتجاهات ثنائي الأبعاد المستخدم في انتخابات نظام الحزبين ولكنه يستخدم البعد الإضافي ليسمح بحدوث التأرجحات بين الأحزاب الثلاثة.
يجب أن يكون مجموع جميع التأرجحات بين الأحزاب مساويًا للصفر. في النظام المتعدد الأحزاب، ستشمل التأرجحات الأكثر تعقيدًا تأرجحًا رئيسيًا إما إلى أو من أحد الأحزاب السياسية، وبتكون هذا التأرجح من عنصرين من كل واحد من الحزبين. على سبيل المثال، قد يكون هناك تأرجحٌ بنسبة 3% تجاه الحزب البنفسجي، مكونًا تأرجحًا بنسبة 2% من الحزب البرتقالي و1% من الحزب البني. وبدلاً من ذلك، قد يكون هناك تأرجحٌ بنسبة 5% من الحزب البرتقالي، منه 3% نحو الحزب البني و2% نحو الحزب البنفسجي.
ومن الممكن تقسيم حيز التأرجح إلى مناطق مختلفة تشير إلى ما ستكون عليه النتيجة إذا حدث التأرجح المشار إليه طوليًا عبر جمهور الناخبين. وهذا يؤدي إلى ارتفاع أربع مناطق: كل واحدة تشير إلى السيطرة الشاملة لكل حزب، ومنطقة رابعة تشير إلى عدم وجود سيطرة شاملة.
حيثما توجد تأرجحات مباشرة من حزب لآخر مع بقاء تصويت الحزب الثالث دون تغير، يشير مؤشر الاتجاهات ثلاثي الأبعاد بشكل واضح إلى أن الحزب الثالث يفيد أيضًا بشكل قليل من الحد في التصويت للحزب الأول.
تتكون الثلاثة أبعاد من اثنين مستخدمين لخلق حيز التأرجح والثالث لكي يتأرجح البندول.

## المحاكاة التهكمية الساخرة
خلال السباق الانتخابي البريطاني عام 2010، سمح موقع *Slapometer للناخبين بالمزاح على النقاشات التلفزيونية المباشرة بين قادة الأحزاب جوردون براون وديفيد كاميرون ونيك كليغ. وبدلاً من إظهار تأرجح في الأصوات، أعطى هذا الأمر مجرد ملاحظات عن عدد الإهانات التي كان يتلقاها كل سياسي في كل ثانية.